# Baini, Hubei
Baini (kinesiska: 白霓) är en köping i Kina. Den ligger i provinsen Hubei, i den centrala delen av landet, omkring 120 kilometer söder om provinshuvudstaden Wuhan. Antalet invånare är 46 663. Befolkningen består av 23 682 kvinnor och 22 981 män. Barn under 15 år utgör 20,0 %, vuxna 15-64 år 72 %, och äldre över 65 år 6,0 %.
Runt Baini är det ganska tätbefolkat, med 248 invånare per kvadratkilometer. Baini är det största samhället i trakten. Trakten runt Baini består till största delen av jordbruksmark.
Genomsnittlig årsnederbörd är 2 181 millimeter. Den regnigaste månaden är maj, med i genomsnitt 349 mm nederbörd, och den torraste är januari, med 56 mm nederbörd.